# Hamed Abdel-Samad
Hamed Abdel-Samad (en árabe: حامد عبد الصمد‎; nacido en 1972 en Guiza, Egipto) es un escritor y licenciado en ciencias políticas egipcio de nacionalidad alemana.

## Vida
Abdel-Samad nació en Guiza, hijo de un imán musulmán. Abdel-Samad se mudó a Alemania en 1995 cuando tenía 23 años y allí contrajo matrimonio por primera vez. Luego regresó a Egipto y estudió japonés, inglés y francés en El Cairo y ciencias políticas en Augsburgo. En Alemania se desempeñó como docente en Erfurt y Braunschweig. En Japón, donde se empezó a interesar en la espiritualidad oriental, se casó por segunda vez. Fue docente en investigación hasta 2009 en el Instituto de Historia y Cultura Judía de la Universidad de Munich, donde lideró un proyecto titulado Bild der Juden in ägyptischen Schulbüchern ("Imagen de los judíos en la literatura egipcia"). Subsecuentemente decidió dedicarse de tiempo completo a la escritura. Inicialmente un miembro de la comunidad musulmana en sus días universitarios, algunas vivencias personales terminaron convirtiéndolo en ateo.

## Obra
La imagen de Abdel-Samad se volvió popular en Alemania gracias a su libro Mein Abschied vom Himmel  (Mi despedida desde el cielo) (2009). Tras la publicación del libro en Egipto, un grupo instauró una fatwa contra el escritor por el contenido de su libro, por lo que tuvo que ser protegido por las autoridades locales.
En una entrevista brindada en 2013, el clérigo y profesor de la universidad de Al-Azhar Mahmoud Shaaban acusó a Abdel-Samad de cometer herejía y afirmó que el escritor debía ser sentenciado a muerte si no se retractaba de sus palabras contra la yihad islámica expuestas en Mi despedida desde el cielo y en otras de sus publicaciones donde promulgaba un islam sin yihad, sharia y proselitismo.
A mediados de 2015 publicó una serie de programas titulada Ṣundūq al-Islām ("La caja del Islam") en su canal oficial de YouTube, Hamed.TV, el cual para septiembre de 2017 tenía más de 53,000 suscriptores y más de 12.5 millones de visualizaciones. El canal está casi en su totalidad en árabe, conteniendo algunas secciones del mismo en inglés y alemán. Existen algunas traducciones al castellano.
Medios egipcios reportaron el presunto secuestro de Hamed Abdel-Samad por desconocidos el 24 de noviembre de 2013 en informaciones brindadas por su propio hermano Mahmoud. Horas más tarde su madre negó con rotundidad el hecho.

## Publicaciones seleccionadas
- Hamed Abdel-Samad: Islamic Fascism, Editorial Prometheus, Nueva York 2016, ISBN 978-1633881242
- Hamed Abdel-Samad: Mohamed - Eine Abrechnung, Droemer Knaur Verlag, Munich 2015, ISBN 978-3-426-27640-2

## Honores
El asteroide (249010) Abdel-Samad fue nombrado así en su honor.